# Người Mã Lai tại Singapore
Người Mã Lai tại Singapore hay Người Mã Lai Singapore (tiếng Mã Lai: Melayu Singapura; Jawi: ملايوسيڠاڤورا), được định nghĩa bởi Singapore và  những người trí thức trong nước sử dụng khái niệm rộng hơn về Malay, bao gồm Mã Lai và các nhóm dân tộc liên quan. Mặc dù người Mã Lai là người bản địa ở khu vực hiện là Singapore, và với sự cai trị chính trị đã được thiết lập từ đầu thế kỷ 13 sau Công nguyên, hầu hết người Mã Lai ở Singapore bao gồm nguồn gốc từ Malaysia ngày nay, Brunei và Indonesia. Trước khi ngài Stamford Raffles xuất hiện, có rất nhiều người Malaysia bản địa sống trên đảo dưới Vương quốc Johor. Hầu hết người Mã Lai bản địa đến từ Quần đảo Malay. Tính đến năm 2015, người Mã Lai tại Singapore chiếm 15% tổng dân số cả nước, là sắc tộc lớn thứ hai Singapore.
Từ thế kỷ 19 cho đến Thế chiến II, người Mã Lai được hưởng sự đối xử thuận lợi và việc làm không cân xứng với các chức vụ chính quyền thuộc địa; điều này đồng thời với sự gia tăng mạnh về dân số Mã Lai do nhập cư vào Singapore từ Bán đảo Malay, Brunei, Java, Sumatra và Sulawesi. Mặc dù đến từ nhiều nền tảng khác nhau từ thế giới Malay, dù vậy nhiều người vẫn gắn bó với nhau bởi chung một nền văn hóa, ngôn ngữ và tôn giáo.